# Алієв Гаджі Азер-огли
Алієв Гаджі Азер-огли (азерб. Əliyev Hacı Azər oğlu; нар. 21 квітня 1991) — азербайджанський борець вільного стилю, триразовий чемпіон світу, бронзовий призер та триразовий чемпіон Європи, срібний та чотириразовий бронзовий призер Кубків світу, чемпіон та бронзовий призер Європейських ігор, срібний та бронзовий призер Олімпійських ігор.

## Біографія
Боротьбою займається з 1999 року. Його батько, який на місцевому рівні в Нахічевані був хорошим спортсменом, привів Гаджі до секції, а потім відправив до Баку. Був срібним призером чемпіонатів Європи серед юніорів (2011) та серед кадетів (2008). Старший брат Яшар Алієв теж член збірної Азербайджану з вільної боротьби, бронзовий призер чемпіонату Європи 2013 року у вазі до 57 кг.
Виступає за борцівський клуб «Нефтчі Апшерон», Баку. Особистий тренер — Ельман Азімзаде.
Закінчив Азербайджанську державну академію фізичного виховання і спорту в Баку.

## Нагороди
У 2015 році отримав державну нагороду Азербайджану — медаль Тараггі (Прогрес).
У 2014, 2015 та 2016 роках він визнавався «Спортсменом року» від Міністерства молоді та спорту Азербайджану.

## Спортивні результати на міжнародних змаганнях

### Виступи на Олімпіадах
| Змагання                    | Збірна      | Вагова категорія          | Місце  |
| --------------------------- | ----------- | ------------------------- | ------ |
| Літні Олімпійські ігри 2016 | Азербайджан | вільна боротьба, до 57 кг | Бронза |
| Літні Олімпійські ігри 2020 | Азербайджан | вільна боротьба, до 65 кг | Срібло |

### Виступи на Чемпіонатах світу
| Змагання                        | Збірна      | Вагова категорія          | Місце  |
| ------------------------------- | ----------- | ------------------------- | ------ |
| Чемпіонат світу з боротьби 2013 | Азербайджан | вільна боротьба, до 60 кг | 30     |
| Чемпіонат світу з боротьби 2014 | Азербайджан | вільна боротьба, до 61 кг | Золото |
| Чемпіонат світу з боротьби 2015 | Азербайджан | вільна боротьба, до 61 кг | Золото |
| Чемпіонат світу з боротьби 2017 | Азербайджан | вільна боротьба, до 61 кг | Золото |
| Чемпіонат світу з боротьби 2018 | Азербайджан | вільна боротьба, до 65 кг | 25     |
| Чемпіонат світу з боротьби 2019 | Азербайджан | вільна боротьба, до 65 кг | 12     |
| Чемпіонат світу з боротьби 2022 | Азербайджан | вільна боротьба, до 65 кг | 5      |
| Чемпіонат світу з боротьби 2023 | Азербайджан | вільна боротьба, до 65 кг | 8      |

### Виступи на Чемпіонатах Європи
| Змагання                         | Збірна      | Вагова категорія          | Місце  |
| -------------------------------- | ----------- | ------------------------- | ------ |
| Чемпіонат Європи з боротьби 2010 | Азербайджан | вільна боротьба, до 60 кг | 8      |
| Чемпіонат Європи з боротьби 2013 | Азербайджан | вільна боротьба, до 60 кг | 8      |
| Чемпіонат Європи з боротьби 2014 | Азербайджан | вільна боротьба, до 61 кг | Золото |
| Чемпіонат Європи з боротьби 2016 | Азербайджан | вільна боротьба, до 61 кг | Бронза |
| Чемпіонат Європи з боротьби 2018 | Азербайджан | вільна боротьба, до 65 кг | Золото |
| Чемпіонат Європи з боротьби 2019 | Азербайджан | вільна боротьба, до 65 кг | Золото |
| Чемпіонат Європи з боротьби 2022 | Азербайджан | вільна боротьба, до 65 кг | Срібло |
| Чемпіонат Європи з боротьби 2023 | Азербайджан | вільна боротьба, до 70 кг | Золото |

### Виступи на Європейських іграх
| Змагання              | Збірна      | Вагова категорія          | Місце  |
| --------------------- | ----------- | ------------------------- | ------ |
| Європейські ігри 2015 | Азербайджан | вільна боротьба, до 61 кг | Бронза |
| Європейські ігри 2019 | Азербайджан | вільна боротьба, до 65 кг | Золото |

### Виступи на Кубках світу
| Змагання                    | Збірна      | Вагова категорія          | Місце  |
| --------------------------- | ----------- | ------------------------- | ------ |
| Кубок світу з боротьби 2012 | Азербайджан | вільна боротьба, до 60 кг | Бронза |
| Кубок світу з боротьби 2015 | Азербайджан | вільна боротьба, до 61 кг | Бронза |
| Кубок світу з боротьби 2017 | Азербайджан | вільна боротьба, до 65 кг | Бронза |
| Кубок світу з боротьби 2018 | Азербайджан | команда                   | Срібло |
| Кубок світу з боротьби 2020 | Азербайджан | вільна боротьба, до 65 кг | Бронза |

### Виступи на Іграх ісламської солідарності
| Змагання                          | Збірна      | Вагова категорія          | Місце  |
| --------------------------------- | ----------- | ------------------------- | ------ |
| Ігри ісламської солідарності 2017 | Азербайджан | вільна боротьба, до 61 кг | Золото |
| Ігри ісламської солідарності 2022 | Азербайджан | вільна боротьба, до 65 кг | Золото |

### Виступи на Універсіадах
| Змагання               | Збірна      | Вагова категорія          | Місце  |
| ---------------------- | ----------- | ------------------------- | ------ |
| Літня Універсіада 2013 | Азербайджан | вільна боротьба, до 60 кг | Бронза |

### Виступи на інших змаганнях
| Змагання                                                       | Збірна      | Вагова категорія          | Місце  |
| -------------------------------------------------------------- | ----------- | ------------------------- | ------ |
| Золотий Гран-прі з боротьби 2010 (Баку)                        | Азербайджан | вільна боротьба, до 60 кг | 17     |
| Турнір Дана Колова — Николи Петрова 2011                       | Азербайджан | вільна боротьба, до 60 кг | 8      |
| Кубок Рамзана Кадирова 2011                                    | Азербайджан | вільна боротьба, до 60 кг | Срібло |
| Київський Міжнародний турнір з боротьби 2012                   | Азербайджан | вільна боротьба, до 60 кг | Бронза |
| Гран-прі Німеччини з боротьби 2012                             | Азербайджан | вільна боротьба, до 60 кг | Бронза |
| Золотий Гран-прі з боротьби 2012 (Баку)                        | Азербайджан | вільна боротьба, до 60 кг | Золото |
| Турнір Яшара Догу 2013                                         | Азербайджан | вільна боротьба, до 60 кг | Бронза |
| Золотий Гран-прі з боротьби 2013 (Баку)                        | Азербайджан | вільна боротьба, до 60 кг | Срібло |
| Турнір Дана Колова — Николи Петрова 2014                       | Азербайджан | вільна боротьба, до 61 кг | Золото |
| Гран-прі Німеччини з боротьби 2014                             | Азербайджан | вільна боротьба, до 65 кг | Золото |
| Золотий Гран-прі з боротьби 2014 (Баку)                        | Азербайджан | вільна боротьба, до 61 кг | Золото |
| Гран-прі Парижа з боротьби 2015                                | Азербайджан | вільна боротьба, до 65 кг | Бронза |
| Турнір Олександра Медведя 2015                                 | Азербайджан | вільна боротьба, до 65 кг | 8      |
| Золотий Гран-прі з боротьби 2015                               | Азербайджан | вільна боротьба, до 61 кг | Золото |
| Турнір Яшара Догу 2016                                         | Азербайджан | вільна боротьба, до 65 кг | 5      |
| Гран-прі Німеччини з боротьби 2016                             | Азербайджан | вільна боротьба, до 61 кг | Золото |
| Клубний чемпіонат світу з боротьби 2017                        | Азербайджан | команда                   | Бронза |
| Pro Wrestling League 2018                                      | Азербайджан | команда                   | 6      |
| Київський Міжнародний турнір з боротьби 2018                   | Азербайджан | вільна боротьба, до 65 кг | Срібло |
| Турнір Олександра Медведя 2018                                 | Азербайджан | вільна боротьба, до 65 кг | Срібло |
| Pro Wrestling League 2019                                      | Азербайджан | команда                   | 4      |
| Клубний чемпіонат світу з боротьби 2019                        | Азербайджан | команда                   | Золото |
| Олімпійський кваліфікаційний турнір з боротьби 2020 (Будапешт) | Азербайджан | вільна боротьба, до 65 кг | Срібло |
| Меморіал Вацлава Циолковського 2021                            | Азербайджан | вільна боротьба, до 70 кг | Бронза |
| Меморіал Маттео Пелліконе 2022                                 | Азербайджан | вільна боротьба, до 70 кг | Бронза |
| Відкритий чемпіонат Загреба з боротьби 2023                    | Азербайджан | вільна боротьба, до 70 кг | Срібло |
| Меморіал Вацлава Циолковського 2023                            | Азербайджан | вільна боротьба, до 65 кг | Бронза |
| Олімпійський кваліфікаційний турнір з боротьби 2024 (Баку)     | Азербайджан | вільна боротьба, до 65 кг | Золото |
| Меморіал Імре Поляка та Яноша Варги 2024                       | Азербайджан | вільна боротьба, до 65 кг | Бронза |

### Виступи на змаганнях молодших вікових груп
| Змагання                                       | Збірна      | Вагова категорія          | Місце  |
| ---------------------------------------------- | ----------- | ------------------------- | ------ |
| Чемпіонат Європи з боротьби серед кадетів 2008 | Азербайджан | вільна боротьба, до 54 кг | Срібло |
| Чемпіонат Європи з боротьби серед юніорів 2011 | Азербайджан | вільна боротьба, до 60 кг | Срібло |